# Sumpigaster tarsalis
Sumpigaster tarsalis là một loài ruồi trong họ Tachinidae.